# Кольбрелли, Сонни
Сонни Кольбрелли (англ. Sonny Colbrelli, род. 17 мая 1990 года в Дезенцано-дель-Гарда, Италия — итальянский профессиональный шоссейный велогонщик, выступавший с 2017 по 2022 год за команду Мирового тура «Bahrain Victorious».
В 2022 году завершил профессиональную спортивную карьеру велогонщика.
С 2024 года является спортивным директором Bahrain Victorious.

## Достижения

### Чемпионаты мира
| Соревнование    | 2014 | 2015 | 2016 |
| --------------- | ---- | ---- | ---- |
| Групповая гонка | 13   | —    | DNF  |

### Выступления
- 2009
  - 2 место на Giro del Veneto.
- 2010

Победитель Trofeo Alcide De Gasperi.
- 2011
  - 2 место на Trofeo Zsšdi.
  - 3 место на Trofeo Franco Balestra.
- 2013
  - 2 место на Вольта Лимбург Классик.
  - 2 место на Тур Алматы.
- 2014
  - Победитель 2 этапа Tour of Slovenia.
  - Победитель Джиро дель Аппеннино.
  - Победитель Мемориал Марко Пантани.
  - Победитель Gran Premio Industria e Commercio di Prato.
  - Победитель Coppa Sabatini.
  - 2 место на Gran Premio di Lugano.
  - 2 место на Вольта Лимбург Классик.
  - 2 место на Tre Valli Varesine.
  - 3 место на Roma Maxima.
- 2015
  - Победитель Coppa Italia
  - Победитель генеральной классификации Тур Лимузена.
  - Победитель 1 этапа Тур Лимузена.
  - Победитель Гран-при Бруно Бегелли.
  - 3 место на Gran Piemonte.
- 2016
  - Победитель Гран-при Лугано.
  - Победитель Кубок Уго Агостони
  - 2 место на Trofeo Laigueglia.
  - 3 место на Амстел Голд Рейс.
- 2017
  - 1-й на этапе 2 — Париж — Ницца

### Гранд-туры
| Гонка           | 2012 | 2013 | 2014 | 2015 | 2016 | 2017 | 2018 |
| --------------- | ---- | ---- | ---- | ---- | ---- | ---- | ---- |
| Джиро д'Италия  | 100  | 89   | 94   | 100  | 95   | —    | —    |
| Тур де Франс    | —    | —    | —    | —    | —    | 122  | 109  |
| Вуэльта Испании | —    | —    | —    | —    | —    | —    | —    |

| — | Не участвовал |